# Ebenus lagopus
Ebenus lagopus là một loài thực vật có hoa trong họ Đậu. Loài này được (Jaub. & Spach) Boiss. miêu tả khoa học đầu tiên.